# نشان ملی اسلوونی
نشان ملی جمهوری اسلوونی در سال ۱۹۹۱ میلادی جایگزین نشان رسمی جمهوری سوسیالیستی اسلوونی گردید دو خط منحنی آبی رنگ نمایانگر دریا و رود و سه ستاره زرد هم از نشان رسمی خاندان کلج اقتباس شده که از خاندان های مهم در قرون وسطی به حساب می آمدند و در اسلوونی حکومت می‌کردند.

## نگارخانه

نشان رسمی جمهوری سوسیالیستی اسلوونی(۱۹۴۵-۱۹۹۱)